# North West England
North West England (North West) – jeden z dziewięciu regionów Anglii, obejmujący jej północno-zachodnią część. Zajmuje powierzchnię 14 105 km² (11% terytorium Anglii), w 2021 roku zamieszkany był przez 7 442 300 osób (13% ludności Anglii).
Największe miasta regionu to Liverpool (liczba mieszkańców w 2011 r. – 552 267), Manchester (510 746), Bolton (194 189), Warrington (165 456), Blackpool (147 663), Birkenhead (142 968), Sale (134 022), Blackburn (117 963), Rochdale (107 926), Stockport (105 878), Salford (103 886), Wigan (103 608) i St Helens (102 885).

## Podział terytorialny
Region North West obejmuje pięć hrabstw ceremonialnych. Podzielony jest na 11 jednostek administracyjnych niższego rzędu: 1 hrabstwo niemetropolitalne, 2 hrabstwa metropolitalne i 8 jednostek typu unitary authority.

Podział administracyjny regionu North West England (legenda: patrz tabela obok)

| Nr na mapie | Hrabstwo ceremonialne | Hrabstwo administracyjne (metropolitalne lub niemetropolitalne) | Dystrykt (metropolitalny lub niemetropolitalny) |
| Nr na mapie | Hrabstwo ceremonialne | lub jednostka typu unitary authority                            | lub jednostka typu unitary authority            |
| ----------- | --------------------- | --------------------------------------------------------------- | ----------------------------------------------- |
| 1           | Kumbria               | Cumberland                                                      | Cumberland                                      |
| 2           | Kumbria               | Westmorland and Furness                                         | Westmorland and Furness                         |
| 3a          | Lancashire            | Lancashire                                                      | West Lancashire                                 |
| 3b          | Lancashire            | Lancashire                                                      | Chorley                                         |
| 3c          | Lancashire            | Lancashire                                                      | South Ribble                                    |
| 3d          | Lancashire            | Lancashire                                                      | Fylde                                           |
| 3e          | Lancashire            | Lancashire                                                      | Preston                                         |
| 3f          | Lancashire            | Lancashire                                                      | Wyre                                            |
| 3g          | Lancashire            | Lancashire                                                      | Lancaster                                       |
| 3h          | Lancashire            | Lancashire                                                      | Ribble Valley                                   |
| 3i          | Lancashire            | Lancashire                                                      | Pendle                                          |
| 3j          | Lancashire            | Lancashire                                                      | Burnley                                         |
| 3k          | Lancashire            | Lancashire                                                      | Rossendale                                      |
| 3l          | Lancashire            | Lancashire                                                      | Hyndburn                                        |
| 4           | Lancashire            | Blackpool                                                       | Blackpool                                       |
| 5           | Lancashire            | Blackburn with Darwen                                           | Blackburn with Darwen                           |
| 6a          | Wielki Manchester     | Wielki Manchester                                               | Bolton                                          |
| 6b          | Wielki Manchester     | Wielki Manchester                                               | Bury                                            |
| 6c          | Wielki Manchester     | Wielki Manchester                                               | Manchester                                      |
| 6d          | Wielki Manchester     | Wielki Manchester                                               | Oldham                                          |
| 6e          | Wielki Manchester     | Wielki Manchester                                               | Rochdale                                        |
| 6f          | Wielki Manchester     | Wielki Manchester                                               | Salford                                         |
| 6g          | Wielki Manchester     | Wielki Manchester                                               | Stockport                                       |
| 6h          | Wielki Manchester     | Wielki Manchester                                               | Tameside                                        |
| 6i          | Wielki Manchester     | Wielki Manchester                                               | Trafford                                        |
| 6j          | Wielki Manchester     | Wielki Manchester                                               | Wigan                                           |
| 7a          | Merseyside            | Merseyside                                                      | Knowsley                                        |
| 7b          | Merseyside            | Merseyside                                                      | Liverpool                                       |
| 7c          | Merseyside            | Merseyside                                                      | St Helens                                       |
| 7d          | Merseyside            | Merseyside                                                      | Sefton                                          |
| 7e          | Merseyside            | Merseyside                                                      | Wirral                                          |
| 8           | Cheshire              | Halton                                                          | Halton                                          |
| 9           | Cheshire              | Warrington                                                      | Warrington                                      |
| 10          | Cheshire              | Cheshire West and Chester                                       | Cheshire West and Chester                       |
| 11          | Cheshire              | Cheshire East                                                   | Cheshire East                                   |